# Donald H. Tuck
Donald Henry Tuck (Launceston, 3 de dezembro de 1922 — 13 de outubro de 2010) foi um escritor de ficção científica australiano.

## Obras publicadas
- A Handbook of Science Fiction and Fantasy (1954)
- The Encyclopedia of Science Fiction and Fantasy - publicado em três volumes:
  - Vol 1: Who's Who, A-L (1974)
  - Vol 2: Who's Who, M-Z (1978)
  - Vol 3: Miscellaneous (1983)